# دره‌سینک (چای)
دره‌سینک (به ترکی استانبولی: Deresinek) یک منطقهٔ مسکونی در ترکیه است که در چای (شهر) واقع شده‌است.